# Solec Kujawski
Solec Kujawski est une ville de la voïvodie de Couïavie-Poméranie en Pologne. La ville est notable pour avoir été un lieu de massacre durant la Campagne de Pologne et pour son émetteur de radiofréquences.

## Histoire
De 1772 à 1920, Schulitz fait partie de l'arrondissement de Bromberg (de) dans le district de Bromberg au sein de la province de Posnanie